# Annales Polonici Mathematici
Annales Polonici Mathematici is een internationaal, aan collegiale toetsing onderworpen wetenschappelijk tijdschrift op het gebied van de wiskunde.
De naam wordt in literatuurverwijzingen meestal afgekort tot Ann. Pol. Math.
Het wordt uitgegeven door het Mathematisch Instituut van de Poolse Academie van Wetenschappen, en verschijnt 9 keer per jaar.
Het tijdschrift is een voortzetting van het in 1921 door Stanisław Zaremba opgerichte Annales de la Société Polonaise de Mathématique.